# Bugatti EB110
Der Bugatti EB 110 ist ein von 1991 bis 1995 gebauter Supersportwagen des Herstellers Bugatti.

## Modellgeschichte
Der Bugatti EB 110 war das erste Fahrzeug des 1989 neu gegründeten Unternehmens Bugatti Automobili SpA, nachdem sein Gründer, der Finanzmakler Romano Artioli, 1987 die Namensrechte an „Bugatti“ erworben hatte. Technischer Direktor des Projekts war Paolo Stanzani, die ersten Designentwürfe stammten von Marcello Gandini, der zuvor unter anderem die beiden Lamborghini-Modelle Miura und Countach entworfen hatte. Angekündigt als der technisch am weitesten fortgeschrittene Supersportwagen, den es je gegeben habe, wurde der EB 110 am 15. September 1991, dem 110. Geburtstag von Ettore Bugatti, vorgestellt und ab 1992 produziert. Somit trug erstmals seit 1956 wieder ein Fahrzeug den Namen der legendären Marke.
Der EB 110 kostete 690.000 DM einschließlich eines ungewöhnlichen Wartungsvertrags, wonach innerhalb von drei Jahren alle Verschleißteile ohne zusätzliche Berechnung ersetzt wurden. Zur Serienausstattung des Wagens gehörten u. a. Antiblockiersystem, Klimaanlage, Servolenkung, elektrisch betätigte Sitzlehnenverstellung, eine Stereoanlage von Nakamichi sowie eine infrarotbetätigte Zentralverriegelung. Zu den Neuwagenkäufern des Bugatti EB 110 GT bzw. EB 110 SS gehören unter anderem Michael Schumacher und Hassanal Bolkiah.
1995 musste die Bugatti Automobili SpA jedoch wegen schwieriger Wirtschaftslage der überwiegend europäischen und US-amerikanischen Absatzmärkte Konkurs anmelden. Die Fahrzeugproduktion wurde eingestellt.
1997 kaufte Jochen Dauer, Inhaber von Dauer-Racing, die Konkursmasse des Unternehmens auf. Dazu gehörten noch nicht fertiggestellte Fahrzeuge und ein großer Fundus an Ersatzteilen und Werkzeugen für Fertigung und Wartung der letzten Entwicklungsstufe des Bugatti EB 110. Da die Namensrechte an der Marke Bugatti an den Volkswagen-Konzern gingen, wurde die Variante EB 110 SS als Dauer EB 110 SS technisch weiterentwickelt, wobei jedoch die Karosserie unverändert blieb. Der Dauer EB 110 SS wurde im Mai 2001 im Rahmen des Formel-1-Grand-Prix in Monaco vorgestellt, war allerdings ausschließlich für den US-amerikanischen Markt konzipiert.
2008 stellte Jochen Dauer die Fertigung ein. Die Lagerbestände des Unternehmens, insbesondere alle noch verfügbaren Original-Ersatzteile des Bugatti EB110 sowie des leistungsgesteigerten Dauer EB 110 SuperSport und große Teile der Betriebsausstattung, erwarb 2011 die Toscana-Motors GmbH in Kaiserslautern.
Basierend auf dem EB110 wurde von B. Engineering das Modell Edonis entwickelt. B. Engineering wurde von ehemaligen Bugatti-Mitarbeitern gegründet. Der Supersportwagen wurde in einer Kleinserie auf Kundenanfrage hergestellt.

## Modelle
Der Bugatti EB 110 wurde in zwei Modellvarianten angeboten: Als Bugatti EB 110 GT (GT für Gran Turismo) sowie später in einer gewichts- und leistungsoptimierten Variante als Bugatti EB 110 SS (SS für Super Sport). Vom EB 110 GT wurden etwa 96 Stück produziert, vom EB 110 SS ca. 32.
Grundsätzlich wurden alle Modelle des EB 110 mit permanentem Allradantrieb ausgestattet. Daher gilt der EB 110 als Fahrzeug mit sehr gutmütigen Fahreigenschaften und darüber hinaus als einer der fahrsichersten Supersportwagen, die jemals gebaut wurden.

## Technik

### Motor

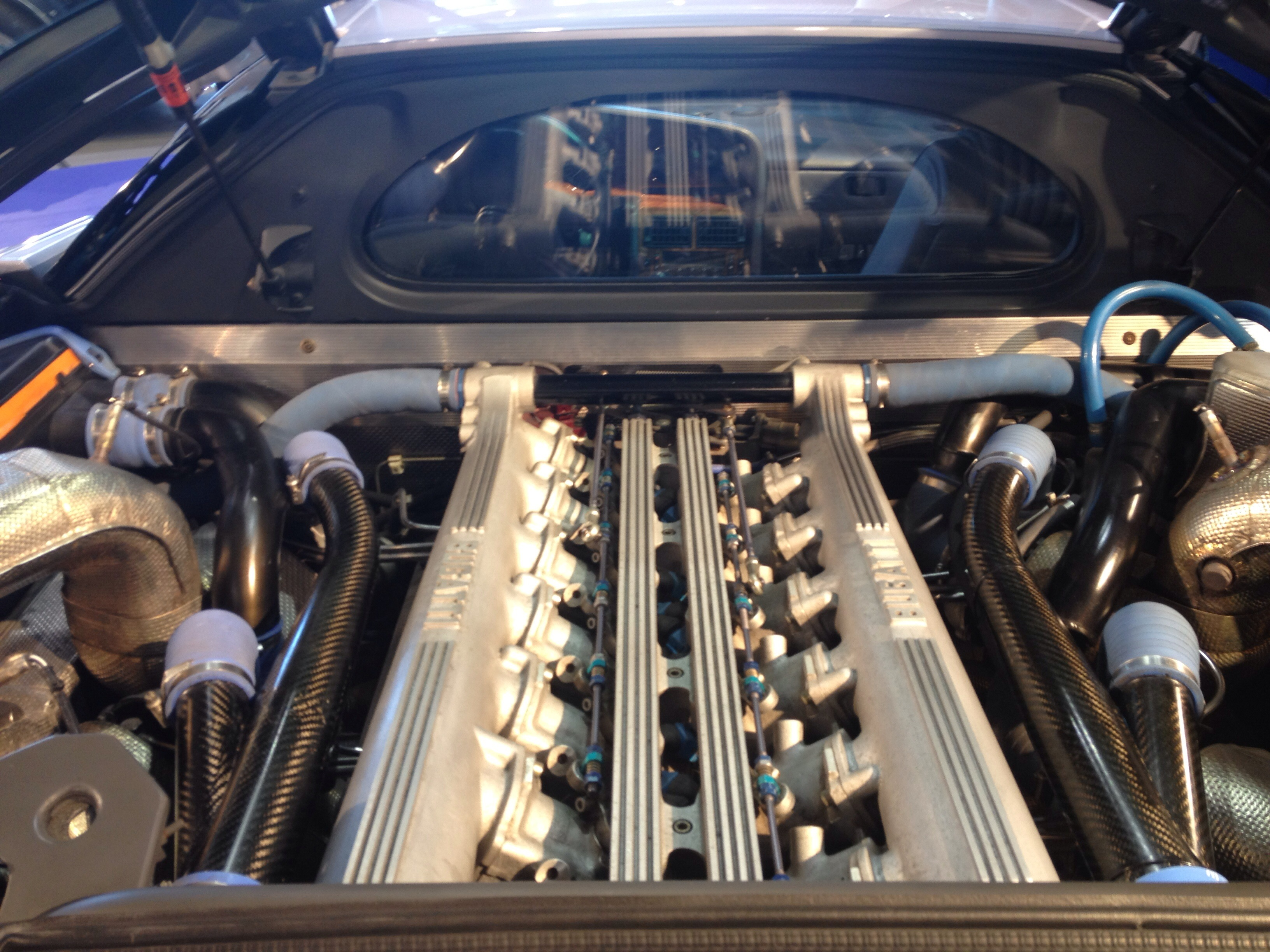
Blick auf den 12-Zylinder-V-Motor

Der Bugatti EB 110 ist mit einem 12-Zylinder-V-Motor mit fünf Ventilen pro Zylinder ausgestattet, die von zwei Nockenwellen je Zylinderreihe (Stirnradantrieb) gesteuert werden. Durch vier IHI-Turbolader mit Ladeluftkühlung wird die Leistung des 3500 cm³ Hubraum großen Motors gesteigert. Der Motor weist einen Zylinderbankwinkel von 60° auf und ist vor der Hinterachse (Mittelmotor) längs eingebaut. Zwischen Motor und Sitzen befindet sich ein kleiner Kofferraum mit einem Inhalt von 72 Litern, für den Bugatti einen passenden Lederkoffer mitlieferte.
Das Verdichtungsverhältnis liegt bei 7,8 : 1. Durch einen unterschiedlichen Ladedruck variiert die Motorleistung bei beiden Modellen.
- Der Motor des EB 110 GT leistet 411 kW (560 PS) bei 8000/min und liefert ein maximales Drehmoment von 611 Nm bei 4200/min. Der Ladedruck beträgt bei diesem Motor 1,05 bar.

- Der Motor des EB 110 SS leistet 450 kW (611 PS) bei 8250/min und liefert ein maximales Drehmoment von 650 Nm bei 4200/min. Der Ladedruck beträgt bei diesem Motor 1,2 bar. Einige mechanische Komponenten innerhalb des Motors (und der Kraftübertragung) sind aus Magnesium und Titan gefertigt.

Die mit acht Katalysatoren ausgestattete Exportvariante des EB 110 SS für den US-amerikanischen Markt hatte geringfügig veränderte Motorleistungen.
- Der Motor dieses Modells leistet 441 kW (600 PS) bei 8250/min und liefert ein maximales Drehmoment von 626 Nm bei 3750/min. Der Ladedruck beträgt bei diesem Motor 1,1 bar.

### Kraftübertragung
Der Bugatti EB 110 verfügt über einen permanenten Allradantrieb mit zentraler Visco-Sperre, Sperrdifferenzial hinten (50 %), Verteilung des Antriebsmoments 27 % : 73 %.
Das 6-Gang-Getriebe hat folgendes Übersetzungsverhältnis:
I. 3,757,
II. 2,521,
III. 1,834,
IV. 1,424,
V. 1,148,
VI. 0,949,
Rückwärtsgang 4,252;
Achsantrieb 3,182 : 1

### Fahrzeugaufbau

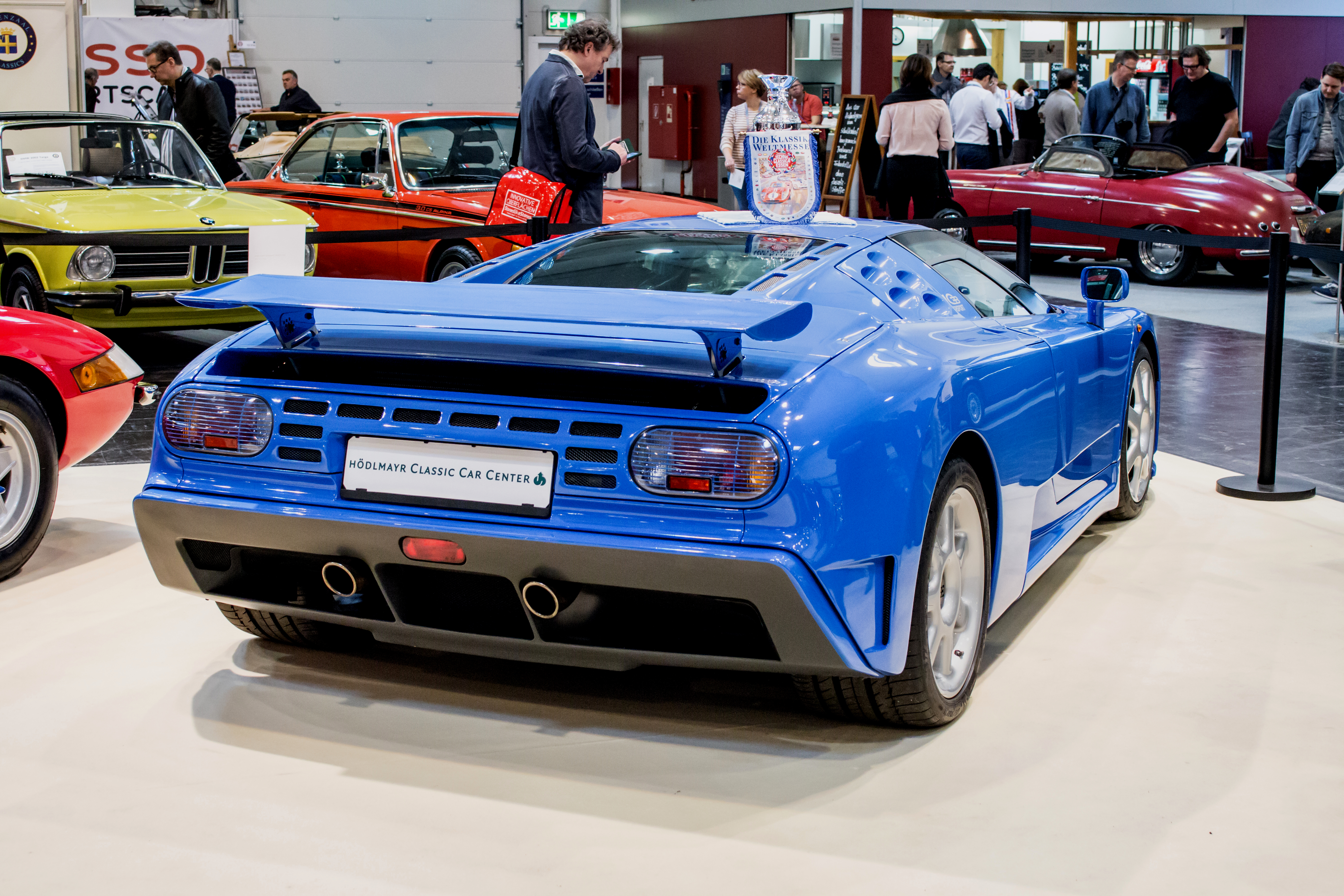
Heckansicht Supersport-Modell

Das Fahrgestell des Bugatti EB 110 besteht aus kohlenstofffaserverstärktem Kunststoff (CFK). Die Karosserie ist aus Leichtmetall hergestellt, ebenso wie viele Teile des Fahrwerks; beim EB 110 SS sind einige Karosserieteile durch entsprechende Komponenten aus CFK oder aramidfaserverstärktem Kunststoff ersetzt. Die Türen werden nicht wie bei herkömmlichen Fahrzeugen geöffnet, sie schwingen beim Öffnen senkrecht nach oben. Ein automatisch ausfahrender Heckspoiler sorgt bei höheren Geschwindigkeiten für den nötigen Anpressdruck auf die Hinterachse, ohne das Erscheinungsbild des Fahrzeuges im Stand oder bei langsamer Fahrt zu stören. Der Luftwiderstandsbeiwert (cW) liegt bei 0,35.
Die Räder (Magnesiumgussräder von BBS, vorn 9J x 18, hinten 12J x 18) sind an Doppelquerlenkern aufgehängt, vorn mit einfachen, hinten mit doppelten Feder-Dämpfer-Einheiten; Stabilisatoren vorn und hinten. Die rundum innenbelüfteten Scheibenbremsen haben einen Durchmesser von 322 mm.
Maße des EB 110
- Länge × Breite × Höhe: 4400 mm × 1940 mm × 1114 mm
- Radstand: 2550 mm
- Spurweite vorn/hinten: 1550 mm/1618 mm
- Reifen vorn/hinten: 245/40 ZR 18, 325/30 ZR 18
- Tankinhalt: 120 Liter (2 × 60 Liter)

## Fahrleistungen
Aufgrund der unterschiedlichen Motorisierungen und des unterschiedlichen Fahrzeuggewichts unterscheiden sich die Modelle EB 110 GT und EB 110 SS auch in den Fahrleistungen.
Der EB 110 GT mit einem Fahrzeuggewicht von 1620 kg und einer Motorleistung von 411 kW beschleunigt in 3,49 Sekunden von 0 auf 100 km/h und erreicht eine Höchstgeschwindigkeit von 342 km/h, während der EB 110 SS mit einem Leergewicht von 1570 kg und einer Motorleistung von 450 kW für die Beschleunigung von 0 auf 100 km/h nur 3,26 Sekunden benötigt und eine Höchstgeschwindigkeit von 351 km/h erreicht. Damit war der EB 110 laut Bugatti das zum damaligen Zeitpunkt schnellste in Serie produzierte Auto der Welt, bevor er vom McLaren F1 übertroffen wurde.
Eine Sonderform stellt hierbei wiederum das Exportmodell des EB 110 SS für den US-amerikanischen Markt dar. Mit einem Fahrzeuggewicht, welches ausstattungsbedingt zwischen 1630 kg und 1735 kg liegt, beträgt die Beschleunigung von 0 auf 100 km/h ca. 3,4 Sekunden, die Höchstgeschwindigkeit erreicht diese Exportvariante bei etwa 345 km/h.
Der Durchschnittsverbrauch des EB 110 liegt bei 27 bis 30 l/100 km. Der EB 110 SS verbraucht laut Herstellerangaben 10,9 l/100 km bei einer konstant gehaltenen Geschwindigkeit von 90 km/h bzw. 13,5 l/100 km bei einer konstanten Geschwindigkeit von 120 km/h. Bei Höchstgeschwindigkeit ist es ca. 1 Liter Super Plus pro Kilometer.
Testwerte von Auto, Motor und Sport für den Bugatti EB110 GT (560 PS):
- 0–80 km/h: 2,6 s
- 0–100 km/h: 3,6 s
- 0–140 km/h: 6,5 s
- 0–180 km/h: 10,8 s
- 0–200 km/h: 14,0 s
- 1 km mit stehendem Start: 21,3 s
- Höchstgeschwindigkeit: 336 km/h

Im Test des französischen Magazins sport auto wurden sogar 0–100 km/h in 3,5 s, 1 km in 21,2 s und eine Höchstgeschwindigkeit von 338 km/h gemessen.
Der EB110 SS erreichte gar 0–100 km/h in 3,3 s, 400 m in 11,0 s, 1 km in 19,8 s und eine Höchstgeschwindigkeit von 351 km/h.
Ende September 1994 erreichte ein Bugatti EB 110 S mit eingebautem Gaszusatztank beim von Road & Track organisierten Höchstgeschwindigkeitstest in Ehra-Lessien ohne Außenspiegel als Mittelwert 342 km/h und war damit der schnellste.
In eine Richtung wurde im Gasbetrieb getestet und ebenso 342,9 km/h wie im Benzinbetrieb gemessen.